# Christophe Psyché
Christophe Psyché (Marsella, Francia, 28 de julio de 1988) es un futbolista francés. Juega de defensor y su equipo actual es el Tromsø IL de la Eliteserien de Noruega.

## Clubes
| Club            | País            | Año           | PJ | Goles |
| --------------- | --------------- | ------------- | -- | ----- |
| GS Consolat     | Francia         | 2007-2008     |    |       |
| US Marignane    | Francia         | 2008-2009     |    |       |
| Oslo City FC    | Noruega         | 2010          |    |       |
| Løv-Ham Fotball | Noruega         | 2011          | 13 | 0     |
| Kristiansund BK | Noruega         | 2011-2013     | 26 | 3     |
| Hamarkameratene | Noruega         | 2014          | 14 | 0     |
| Sogndal         | Noruega         | 2014-2018     | 73 | 5     |
| Baník Ostrava   | República Checa | 2018          |    |       |
| Kristiansund    | Noruega         | 2018-2021     |    |       |
| AEL Limassol    | Chipre          | 2021          |    |       |
| Tromsø IL       | Noruega         | 2021-presente |    |       |